# Миртос (плаж)
Вижте пояснителната страница за други значения на Миртос.
Миртос (на гръцки: παραλία Μύρτου) е плаж в северозападната част на остров Кефалония, Гърция. Плажът е на брега на Йонийско море, в подножието на две планини – Агия Динати (1131 m) и Калон Орос (901 m).
В проучването на Министерството на туризма на Гърция дванадесет пъти е класиран на първо място като най-красив гръцки плаж. Присъства и в международните класации като един от най-добрите плажове със зашеметяващо красива околност, тюркоазени води и лесен достъп.
Миртос е покрит с обли, гладки, бели камъчета като седиментът е от мраморни парчета. До него се достига от село Диварата по двукилометров криволичещ път с остри завои, на места 180-градусови, които предлагат възхитителна панорама към морето. По време на активния летен сезон от село Агия Ефимия е осигурен и автобусен транспорт. На самия плаж има бар, шезлонги и чадъри. До него е направен паркинг за автомобили, а на скалите над плажа има таверни.
На Миртос са заснети и сцени от филма „Мандолината на капитан Корели“ с участието на Никълъс Кейдж и Пенелопе Крус.